# Thyreus uniformis
Thyreus uniformis là một loài Hymenoptera trong họ Apidae. Loài này được W. F. Kirby mô tả khoa học năm 1900.